# Roll Up
Roll Up è un brano musicale del rapper statunitense Wiz Khalifa, estratto come secondo singolo dall'album Rolling Papers. Il brano è stato scritto da Khalifa e dal team Stargate, che ha anche prodotto il singolo. Il video musicale del brano è stato girato a Venice e figura la partecipazione cameo della cantante Cassie.

## Tracce
Digital download
1. Roll Up – 3:47

## Classifiche
| Classifica (2011)                 | Posizione massima |
| --------------------------------- | ----------------- |
| Billboard Hot 100                 | 13                |
| Hot R&B/Hip-Hop Songs (Billboard) | 7                 |
| Rap Songs (Billboard)             | 2                 |

### Classifiche di fine anno
| Classifica (2011) | Posizione |
| ----------------- | --------- |
| Stati Uniti       | 56        |